# Nissan Sentra

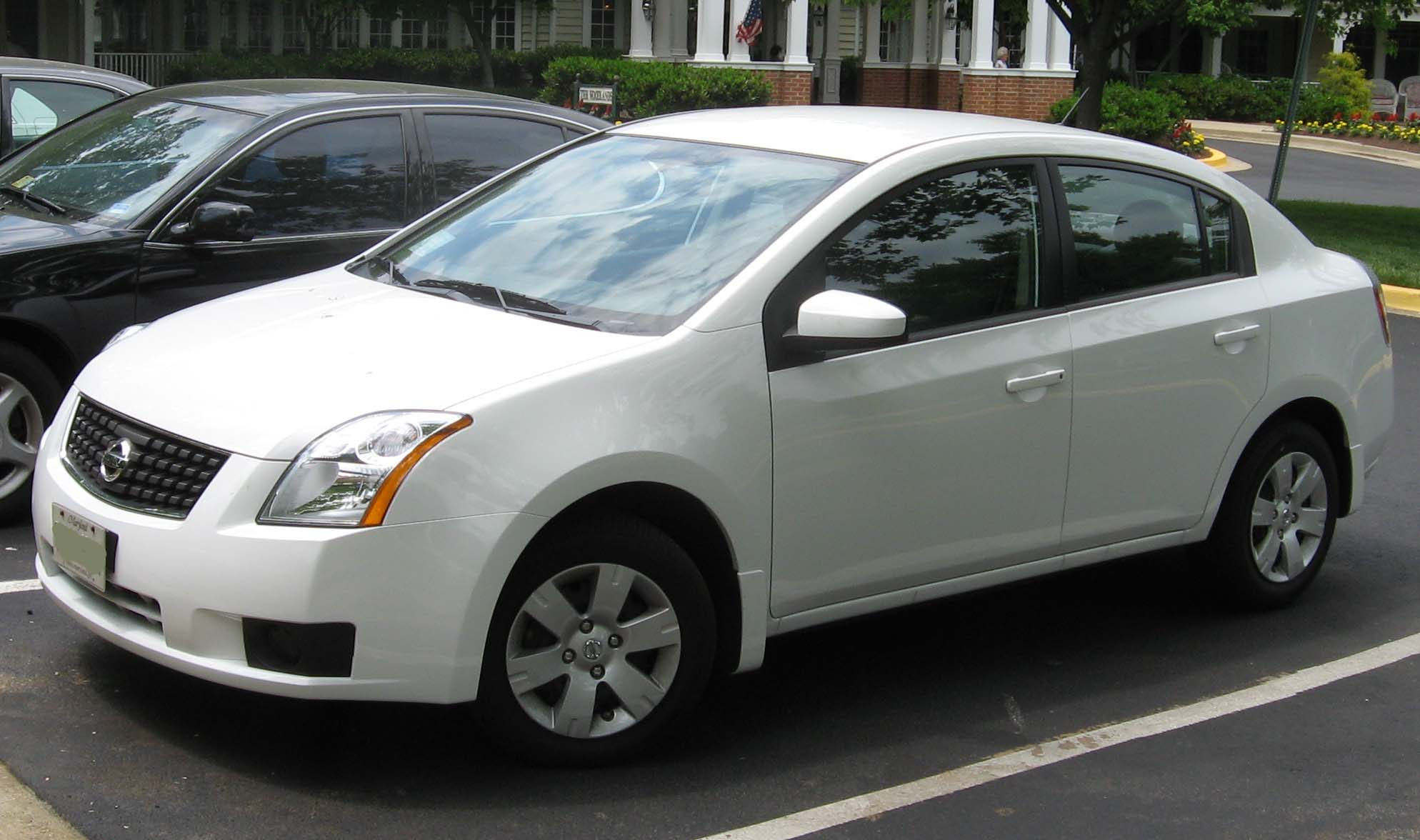
Nissan Sentra del 2007

El Nissan Sentra és un cotxe de tipus compact (a partir del 2007, passa a ser un mid-size) fabricat per Nissan des del 1982; es tracta d'una versió amb el nom diferent del Sunny que ven al Japó el fabricant nipó.
Els rivals d'aquest són el Ford Focus, Toyota Corolla, Honda Civic, Volskwagen Jetta i Chevrolet Cobalt entre d'altres. Per al model del 2007, els seus rivals serien el Ford Fusion, Pontiac G6, Dodge Avenger, Chevrolet Malibu o Toyota Camry.

## Primera generació (1982-1986)

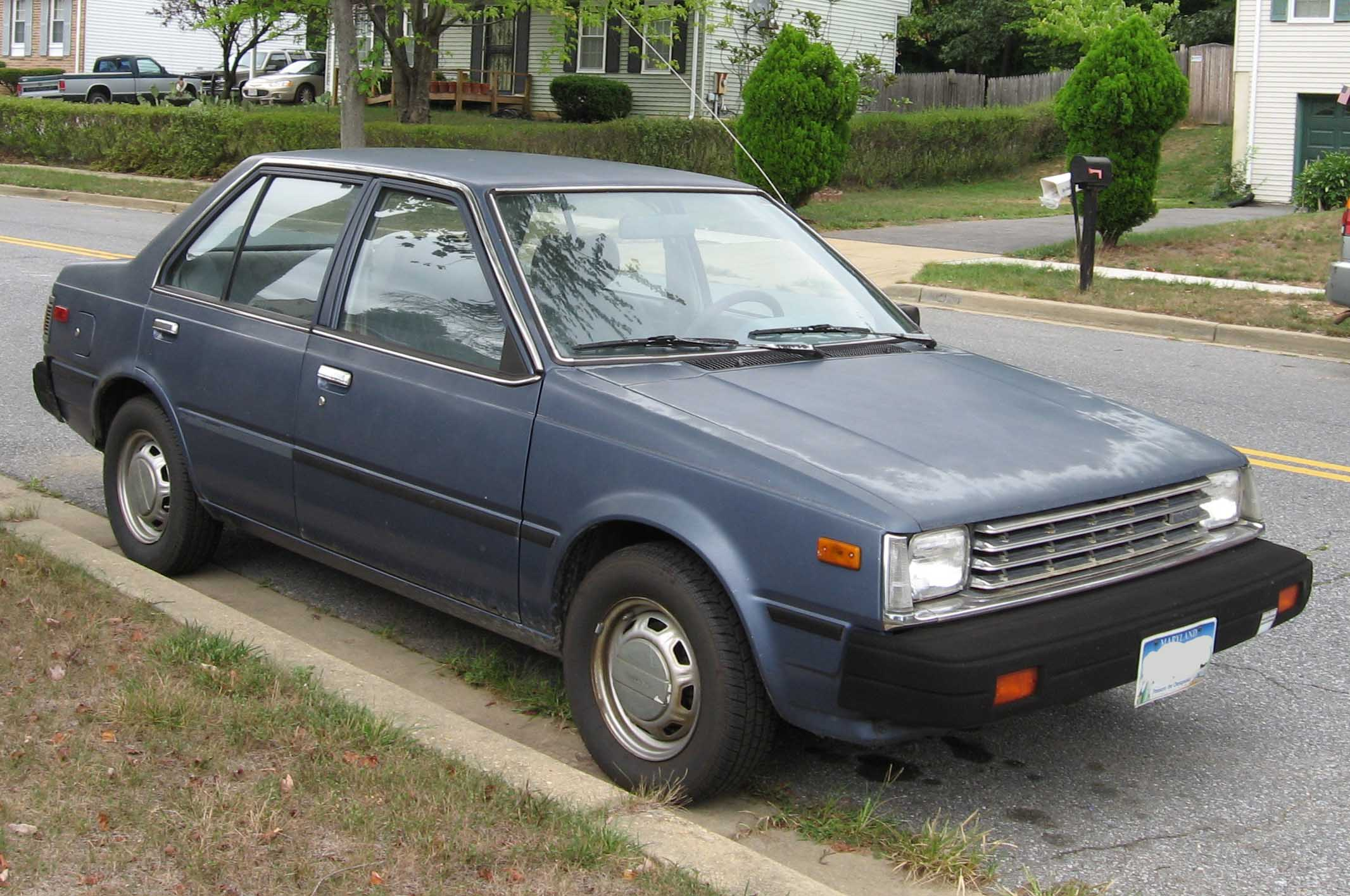
Nissan Sentra de primera generació

Va ser introduït el 1982 sota el nom de "Nissan Sentra" el Nissan Sunny al mercat dels Estats Units. Aquest nom també s'usarà en altres mercats del continent americà, com Mèxic i Brasil. El Sentra substituïa directament al Datsun 210, encara que a diferència d'aquest, la tracció era davantera.
Construït sota la plataforma B11 el Sentra es va oferir en diferents carrosseries, com una sedan de 2 i 4 portes, una hatchback de 3 portes, una coupe de 3 portes i una station wagon de 5 portes.
Mecànicament oferia tres opcions mecàniques, gasolina de 1.5 E15 SOHC i 1.6 E16 SOHC litres i un dièsel de 1.7 litres (encara que aquest es va fabricar en petites unitats i es va oferir els anys 1983-1985 al mercat dels EUA). El mateix nombre d'opcions era també per les transmissions: manuals de 4 i 5 velocitats i una automàtica de 3.
El 1984 es comercialitza aquest model com a Nissan Tsuru a Mèxic.

## Segona generació (1987-1990)

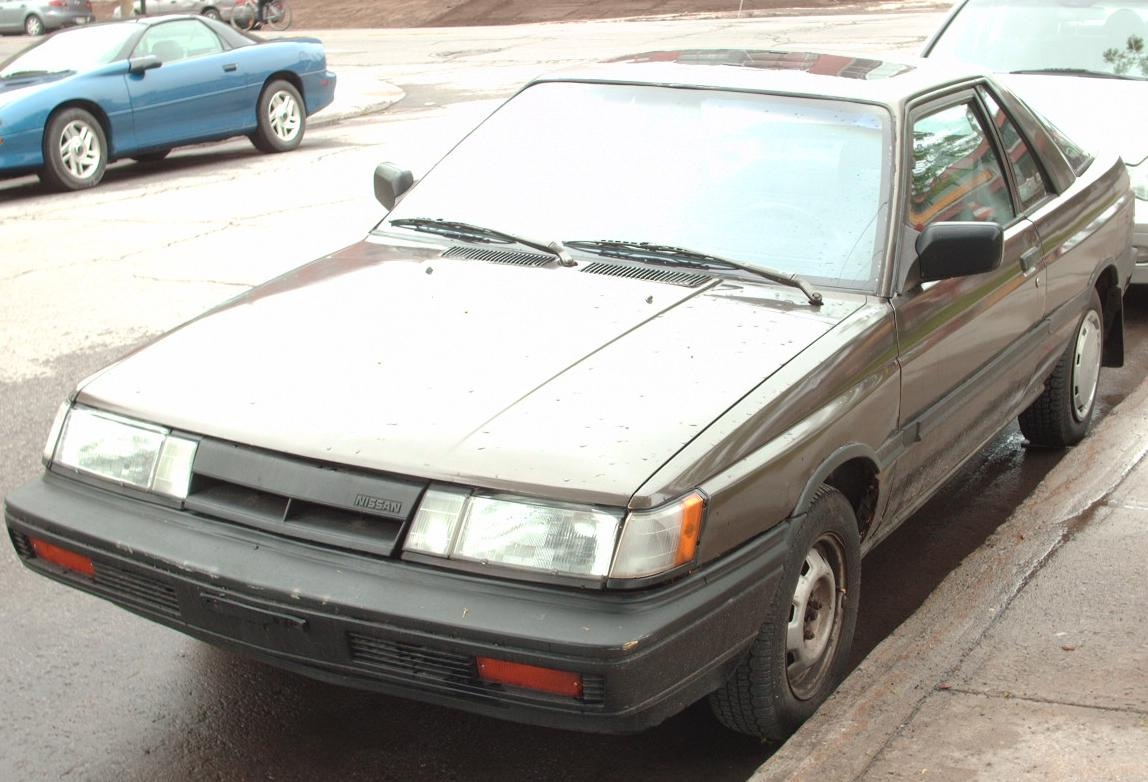
Nissan Sentra coupe del 1987-1990

Amb la plataforma B12, aquesta nova generació s'oferia també en diferents opcions de carrosseria: sedan] de 2 i 4 portes, hatchback de 3 portes, coupe de 2 portes i station wagon de 5 portes. En transmissions segueixen existint les mateixes 3 opcions (manuals de 4 i 5 i automàtica de 3) que en el model anterior.
Mides del Sentra:
Batalla (Wheelbase): 2,430 m (95.7 in)
Llargada (Length): 4,285 m (168.7 in, sedan); 4,230 m (166.5 in, coupe); 4,125 m (162.4 in, hatchback); 4,374 m (172.2 in, station wagon)
Amplada (Width): 1,641 m (64.6 in); 1,666 m (65.6 in, coupe)
Alçada (Height): 1,380 m (54.3 in); 1,326 m (52.2 in, coupe); 1,404 m (55.3 in, hatchback); 1,394 m (54.9 in, station wagon AWD)
Capacitat del dipòsit: 50 l (13.2 galons EUA)
Mecànicament se segueix oferint amb un motor 1.6L (desapareix el 1.5 i el dièsel) E16 SOHC de 69 cv; l'any següent, amb el sistema TBI passa a 70 cv. Del 1989 al 1990 l'única opció mecànica oferta era un 1.6L de 90 cv GA16i, una versió SOHC de 12 vàlvules del posterior GA16DE
Existiren versions de tracció integral per al station wagon els anys 1988 i 1989; aquest sistema permetia elegir entre mode full-time AWD o mode no full-time.
El Sport Coupe va ser la versió amb disseny esportiu del Sentra, amb els motors E16i i GA16i disponibles únicament.

## Tercera generació (1991-1994)

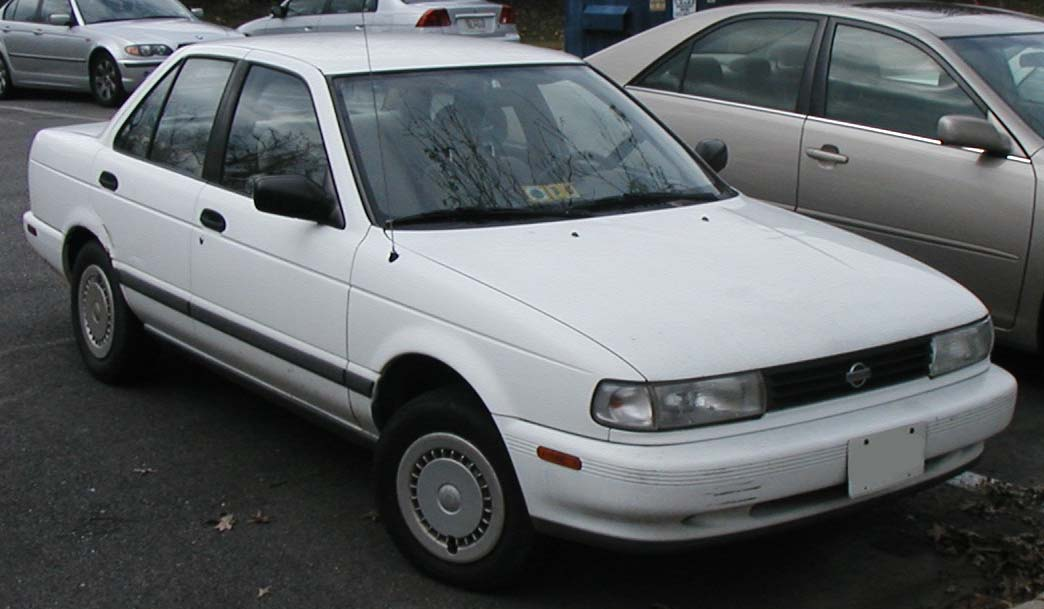
Nissan Sentra de tercera generació

El Nissan Sentra amb xassís B13, fabricat a les plantes de Smyrna, Tennessee, Estats Units i Cuernavaca, Morelos, Mèxic, serà el primer dels Sentra en oferir el nou motor SR20DE amb carrosseria de 2 portes i paquet esportiu SE-R. Desapareixen força carrosseries i només s'ofereix amb una sedan de 4 portes i una coupe de 2.
Mecànicament s'ofereix amb un motor 1.6L GA16DE. Per al paquet SE-R, s'ofereix el motor 2.0 SR20DE. Aquest nou motor té una potència de 140 cv @ 6400 rpm i una torsió de 179 N·m @ 4800 rpm, suficients per propulsar al Sentra de 0-60 mph en 7,6 segons i cobrir el quart de milla en poc més de 15,8 segons.
A Mèxic se segueix venent aquest mateix model sota el nom de Nissan Tsuru.
Mides del Sentra:
Batalla (Wheelbase): 2,430 m (95.7 in)
Llargada (Length): 4,325 m (170.3 in)
Amplada (Width): 1,668 m (65.7 in, 1993-1994); 1,666 m (65.6 in, 1991-1992)
Alçada (Height): 1,369 m (53.9 in, coupe i sedan del 1991-1992); 1,374 m (54.1 in, sedan del 1993-1994)
Capacitat del dipòsit: 50 l (13.2 galons EUA)

## Quarta generació (1995-1999)
Mides del Sentra:

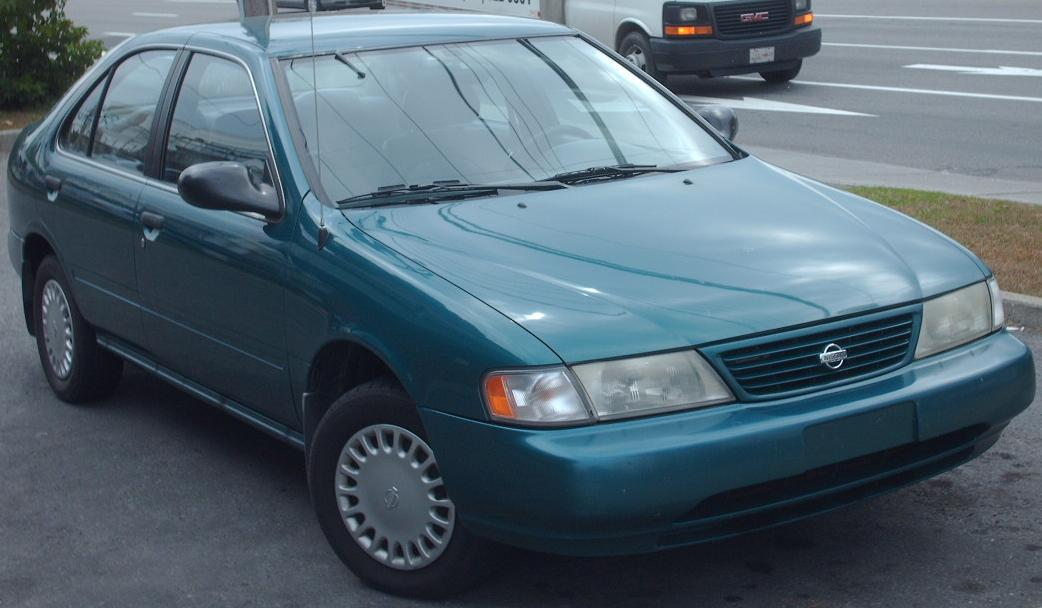
Nissan Sentra del 1995-1997

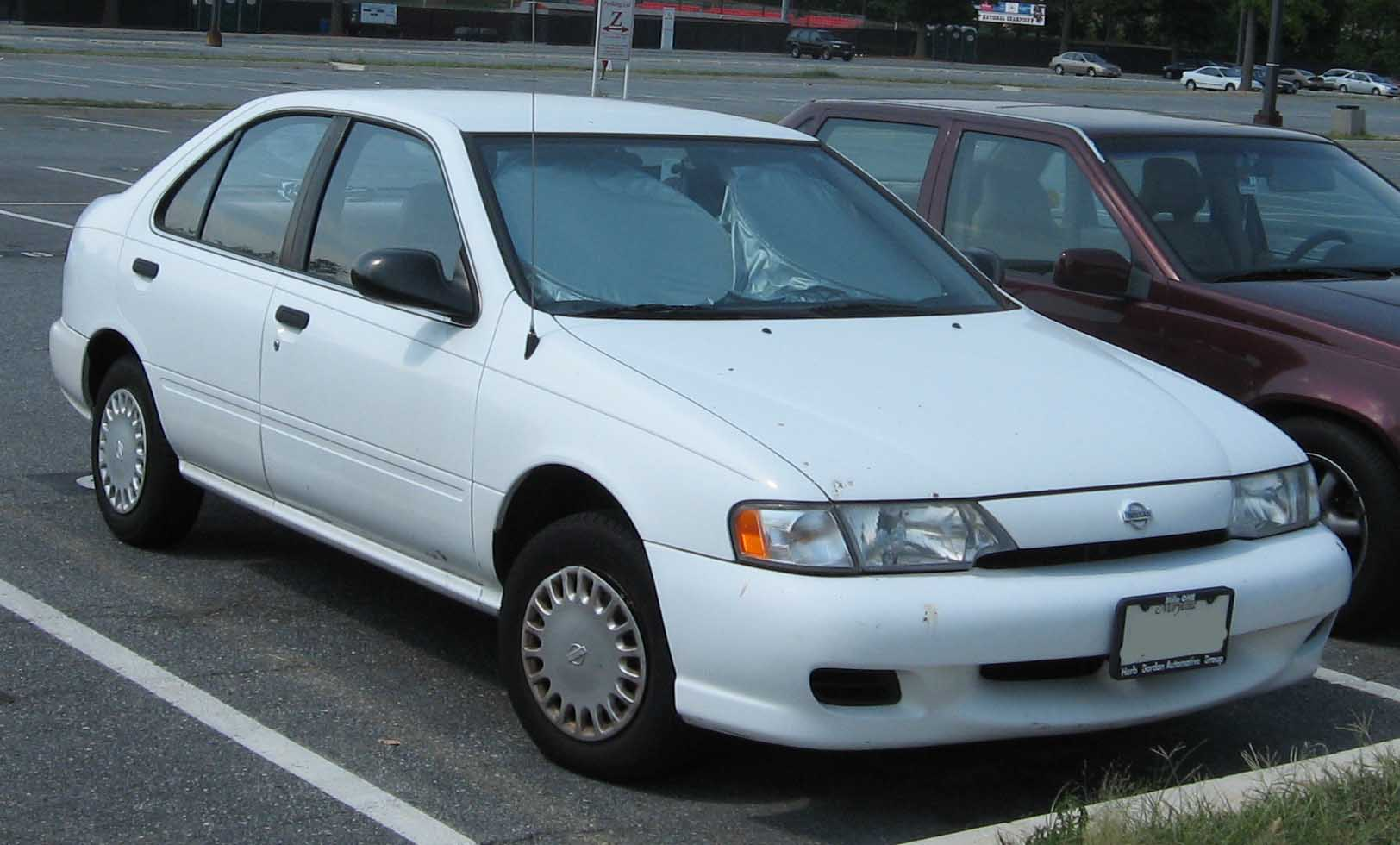
Nissan Sentra del 1999

Batalla (Wheelbase): 2,535 m (99.8 in)
Llargada (Length): 4,343 m (171.0 in, 1997-1999); 4,320 m (170.1 in, 1995-1996)
Amplada (Width): 1,691 m (66.6 in)
Alçada (Height): 1,384 m (54.5 in)
Capacitat del dipòsit: 50 l (13.2 galons EUA)
El nou xassís B14 representa un canvi notable respecte de l'anterior Sentra, amb materials interiors d'aspecte econòmic i la pèrdua de la suspensió independent posterior. Segueix oferint-se amb 2 carrosseries: coupe de 2 portes i sedan de 4; la coupe va ser venuda a Mèxic com a Nissan Lucino i als Estats Units canvia el nom a 200SX el coupe amb el paquet SE-R.
S'ofereix amb els següents paquets d'equipament: Base, XE, GXE, GLE, SE i SE Limited (algunes edicions).
El Base i XE equipaven llantes de 13"; fins al 1998 també el GXE les usava. A partir d'aquest any el GXE usarà de 14" i els SE i les versions especials (també el 200SX) les portaran de 15". Per diferenciar entre els paquets d'equipament es troba, estèticament, en què el GXE, GLE, SE i edicions especials tenen accés al portaequipatges a través dels seients, descansa-caps posterior, alçavidres elèctrics... Respecte del GLE, SE i Special Edition s'inclou seients de pell, aleró posterior i sostre solar.
Mecànicament segueix oferint ambdós motors de gasolina: 1.6L GA16DE que passa a oferir 115 cv (i que equipen tots excepte el SE) i el 2.0L SR20DE, que equipa el paquet SE (que s'ofereix a partir del 1998).
El 1998 rep un petit redisseny en els fars posteriors i la graella davantera rep petits canvis; l'any següent, novament rep canvis.
Aquest Sentra serà l'últim fabricat a la planta de Smyrna, Tennessee, Estats Units.

## Cinquena generació (2000-2006)

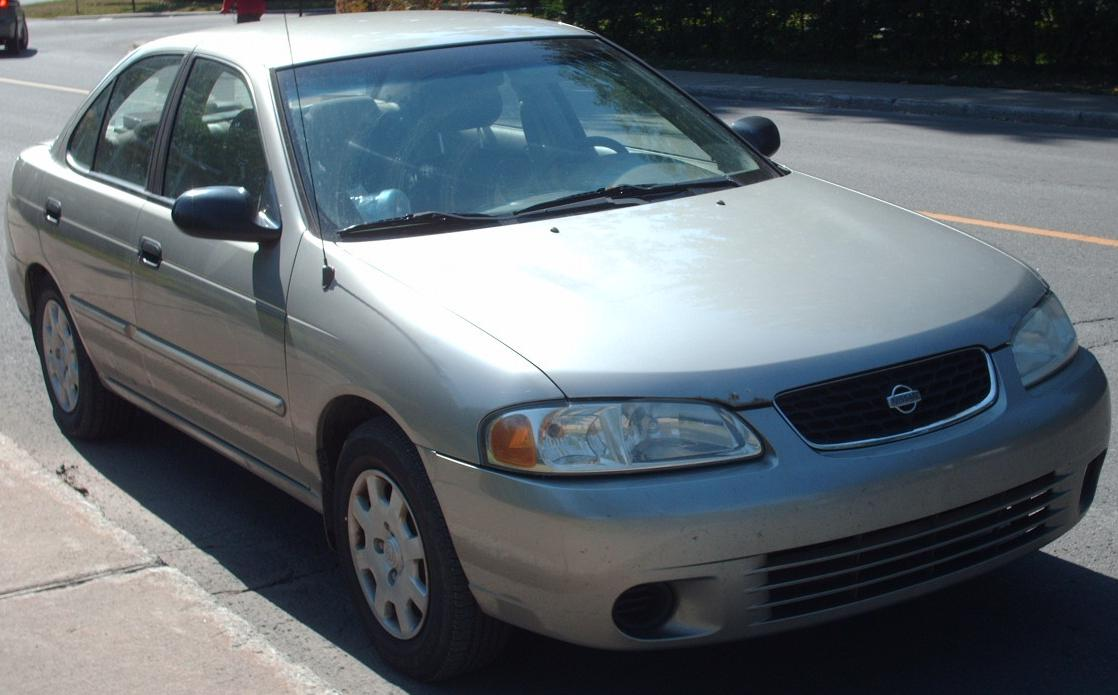
Nissan Sentra del 2001

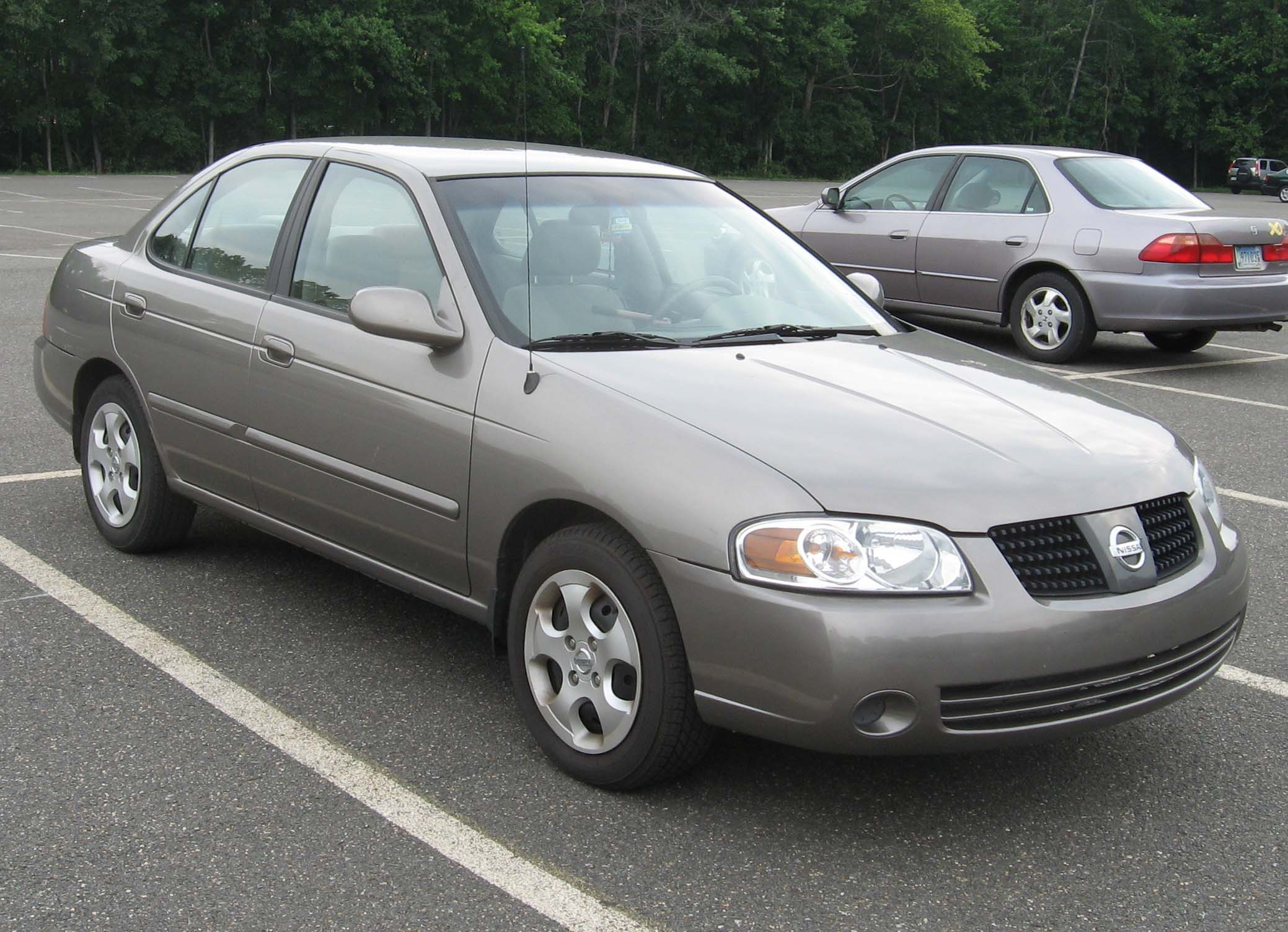
Nissan Sentra del 2004-2006

El nou xassís B15 és construït a la fàbrica d'Aguascalientes, Mèxic; el disseny d'aquest nou Nissan divergeix força del Nissan Sunny japonès, model del que deriva el Sentra. Estèticament el nou model rep molts canvis, com interiors amb materials de major qualitat, seients còmodes, fars de major lluminositat i unes línies més suaus.
Mides del Sentra:
Batalla (Wheelbase): 2,535 m (99.8 in)
Llargada (Length): 4,508 m (177.5 in)
Amplada (Width): 1,709 m (67.3 in)
Alçada (Height): 1,410 m (55.5 in)
Capacitat del dipòsit: 50 l (13.2 galons EUA)
Possiblement un dels canvis més notables es refereix a l'apartat mecànic: desapareix el 1.6L i deixa lloc a un nou 1.8L QG18DE de 126 cv. El Sentra SE amb el motor 2.0L serà el model més potent de la gamma fins al 2002, amb l'aparició del SE-R. En transmissions, s'ofereixen 2 manuals de 5 i 6 velocitats i una automàtica de 4.
El nou SE-R que apareix el 2002 equipa un motor 2.5L QR25DE de 165 cv i transmissió manual de 5 velocitats (en opció una automàtica); el SE-R Spec V de 175 cv equipa una transmissió de 6 velocitats manual amb un diferencial autoblocant Torsen; amb aquest motor el Sentra SE-R Spec V cobria el quart de milla en 15,4 segons.
Aquest motor 2.5L no sols el van equipar els SE-R i SE-R Spec V sinó que també va oferir-se al paquet Sentra 2.5 LE el 2003 i Sentra 2.5 S el 2004; aquests paquets cobrien el buit deixat pel Sentra SE (amb motor 2.0L) i oferien un SE-R amb un aspecte discret, ja que no incloïen els detalls estètics d'aquests.
El 2004 el Sentra rep un redisseny que afecta principalment al frontal.

### SE-R Spec V

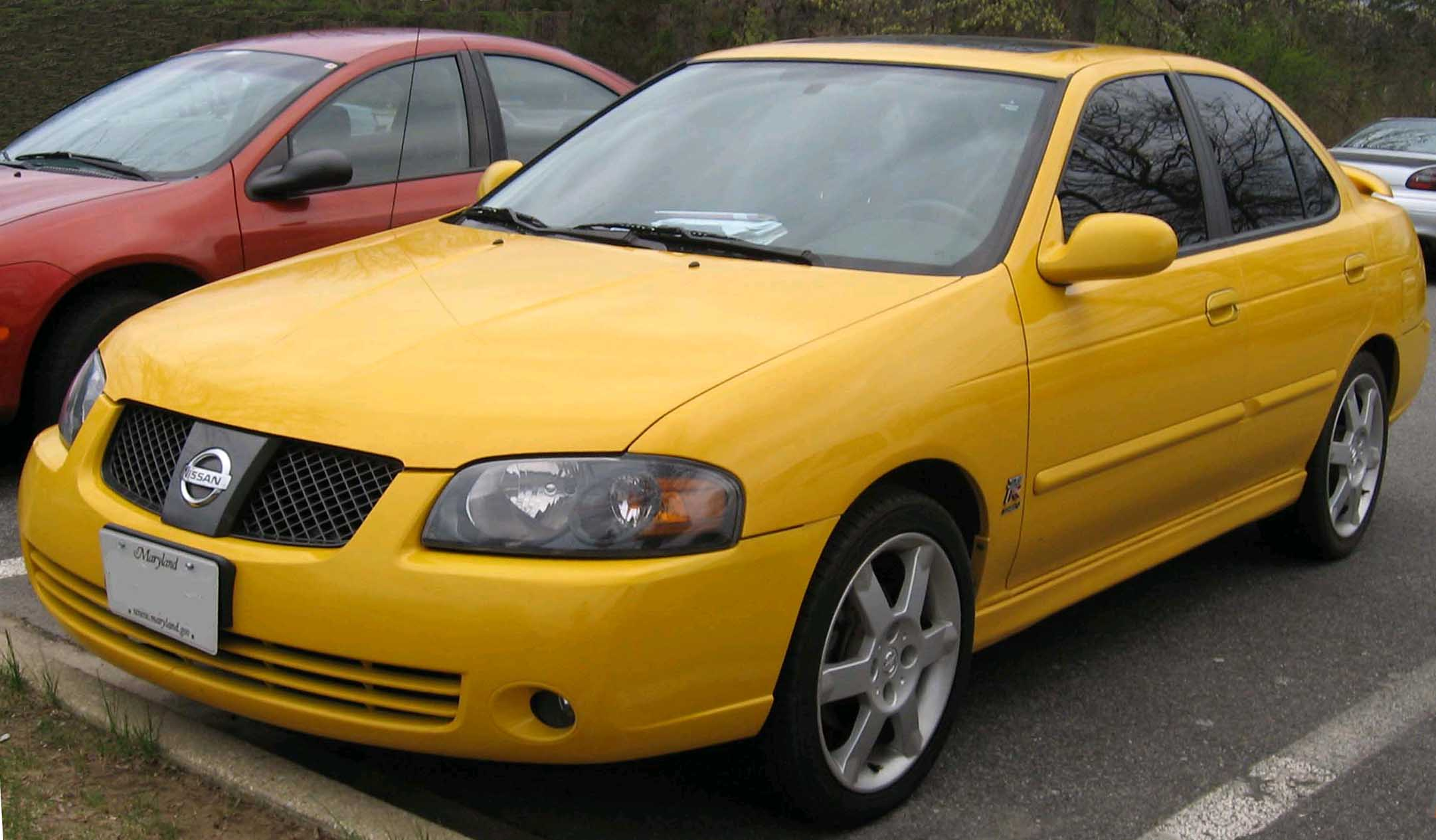
Nissan Sentra SE-R del 2004-2006

Es tracta de la versió més esportiva i més ben equipada del Sentra. El 2002 inicia la seva producció i durant la seva fabricació aquest model ha gaudit d'una bona acollida degut al seu bon rendiment mecànic.
Amb el motor 2.5L QR25DE de 4 cilindres, dissenyat pel Nissan Altima, desenvolupa una potència de 175 cv @ 6000 rpm i una torsió de 244 N·m @ 4000 rpm, suficients per posar el Sentra de 0-60 mph en 7,5 segons.
La transmissió era manual de 6 velocitats amb diferencial autoblocant Torsen, llantes d'aliatge de 17" amb pneumàtics d'alt rendiment. La seva direcció era molt àgil degut a les grans modificacions que tenia el vehicle de fàbrica, com suspensions esportives, frens de disc a les 4 rodes (280mm dels de davant i 232 els de darrere) amb l'opció d'elegir els marca Brembo.
L'interior rebia canvis per donar-li un caire de vehicle esportiu. Destacar l'equip d'àudio de 300W i 9 altaveus (més un subwoofer de 8 inch al portaequipatges) i sostre solar.
El Spec V (i també el SE-R) fins al 2004 equipaven un frontal que emulava al frontal del Nissan Skyline GT-R amb extensions laterals, aleró muntat sobre del portaequipatges. A partir del 2004 rep un disseny més semblant al dels Sentra regulars, encara que només afecta el frontal; l'aleró posterior rep un nou disseny de fars que emula als del Skyline GT-R i l'opció d'elegir-lo en color Sapphire Blue (les llantes inclouen la inscripció SE-R).
El paquet SE-R s'oferirà novament a la nova generació del Nissan Sentra.

## Sisena generació (2007-)

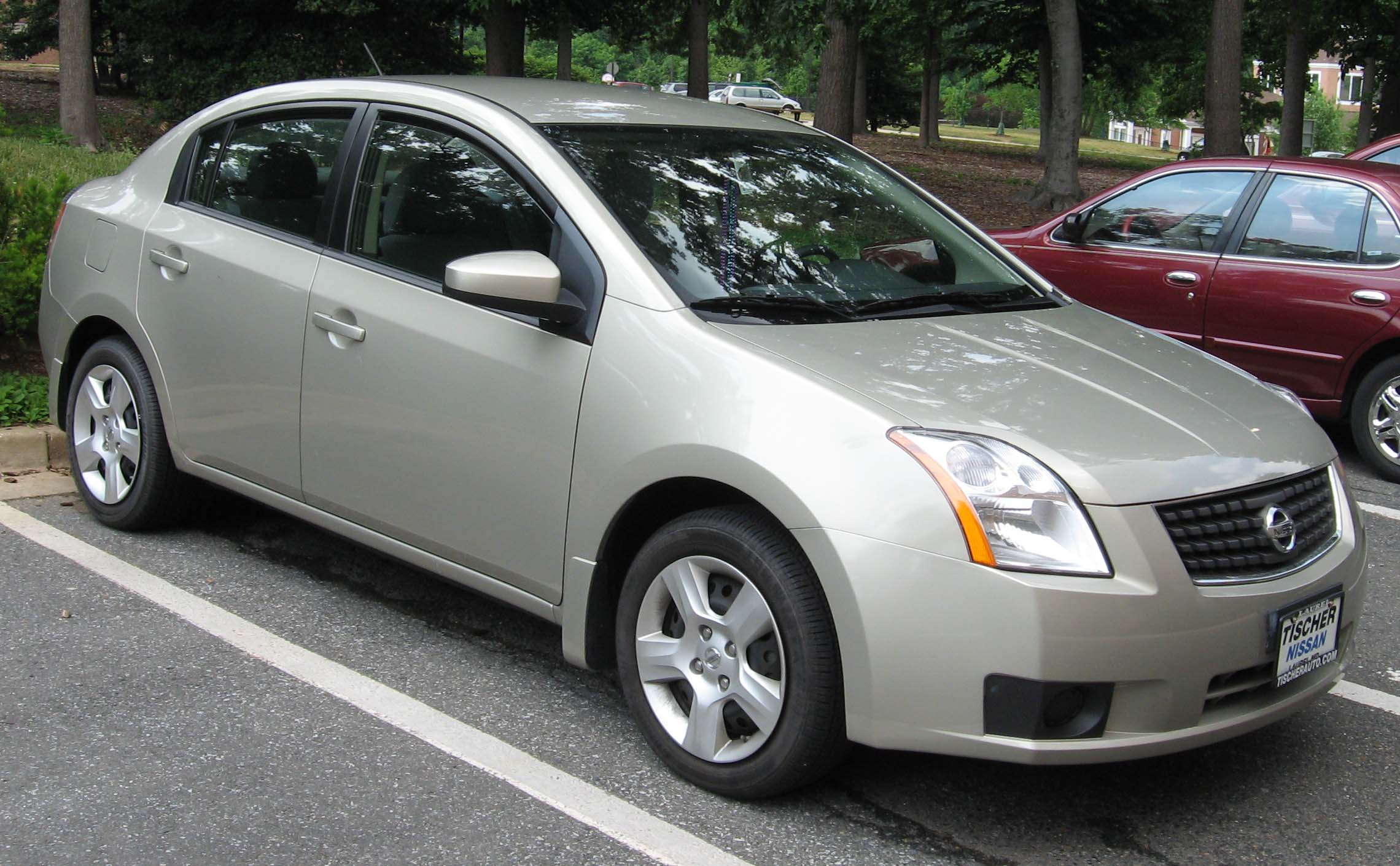
Nissan Sentra del 2007

Es presenta la nova generació al North American International Auto Show de gener del 2006. Presenta com a novetat un xassís C-16 i unes dimensions superiors a les del model anterior, classificant-lo per primer cop com a mid-size (el Nissan Versa passa a ocupar l'espai que el Sentra havia estat ocupant fins ara); aquesta nova plataforma C és fruit de l'aliança Renault-Nissan.
Mides del Sentra:
Batalla (Wheelbase): 2,685 m (105.7 in)
Llargada (Length): 4,567 m (179.8 in, 2007); 4,590 m (180.7 in)
Amplada (Width): 1,791 m (70.5 in)
Alçada (Height): 1,511 m (59.5 in)
Capacitat del dipòsit: 55 l (14.5 galons EUA)
Mecànicament presenta novetats, com l'adopció d'un motor 2.0L MR20DE que substitueix al 1.8L anterior; el nou motor desenvolupa 140 cv @ 5100 rpm i una torsió de 199 N·m @ 4800 rpm. Segueix essent fabricat a la planta d'Aguascalientes, Mèxic, i es pot elegir en dos transmissions: manual de 6 velocitats o una CVT.
Els paquets d'equipament són (excloent al SE-R i SE-R Spec V) als Estats Units tres: el 2.0, 2.0S i 2.0 SL.
Per al 2.0 i 2.0 SL s'equipa una transmissió CVT i per al 2.0S una manual de 6 velocitats. Excepte el 2.0, els altres equipen ABS, EDB, llantes de 16" (15" per al 2.0), fars anti-boira i ordinador de viatge, control de creuer (2.0 S i SL) entre d'altres. En l'apartat de seguretat, és de sèrie per a tots dos models els airbag frontals, laterals davanters i posteriors.
Al mercat mexicà en canvi es presenta en 4 (exceptuant al Spec V): Custom, Emotion, Premium i Luxury, equipats tots ells amb el motor 2.0L.

### SE-R i SE-R Spec V

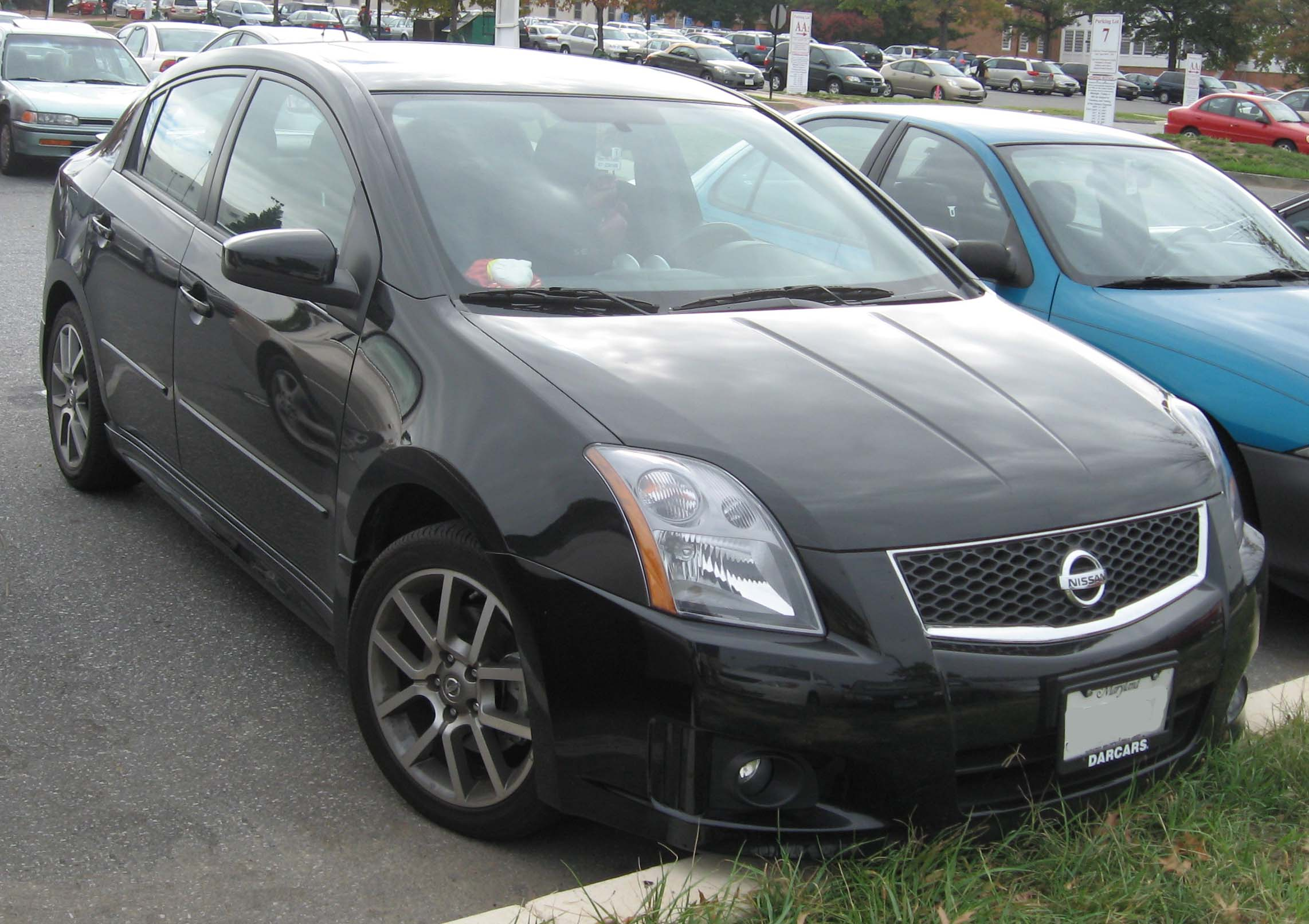
Nissan Sentra SE-R del 2008

La versió SE-R s'ofereix el 2007 i, com en la generació anterior, pot elegir-se entre el SE-R i el SE-R Spec V.
Per al primer equipament, el motor és el 2.5L QR25DE de 177 cv @ 6000 rpm i 233 N·m @ 2800 rpm, llantes d'aliatge de 17", disc a les 4 rodes, suspensió esportiva, barra estabilitzadora davantera de 23 mm, interior i exterior amb una estètica exclusiva (pedals d'alumini, volant folrat de pell, seient amb 6 ajustos diferents per al de conductor) i la transmissió passa a ser una CVT.
Per al segon, equipa el mateix motor però desenvolupa una potència de 200 cv @ 6600 rpm i una torsió de 244 N·m @ 5200 rpm. La transmissió és manual de 6 velocitats, barra estabilitzadora de 25 mm. Amb aquest motor, el Spec V cobreix els 0-60 mph en 6,4 segons i el quart de milla en menys de 15 segons (14,9). Estèticament, equipa cinturons davanters, volant de pell i palanca de canvis amb detalls de color vermells i frens de mida major davanters i una suspensió modificada; s'ofereix en opció un diferencial autoblocant.
El Sentra SE-R Spec V és l'únic SE-R que es ven a Mèxic.

## Setena generació (2013-)

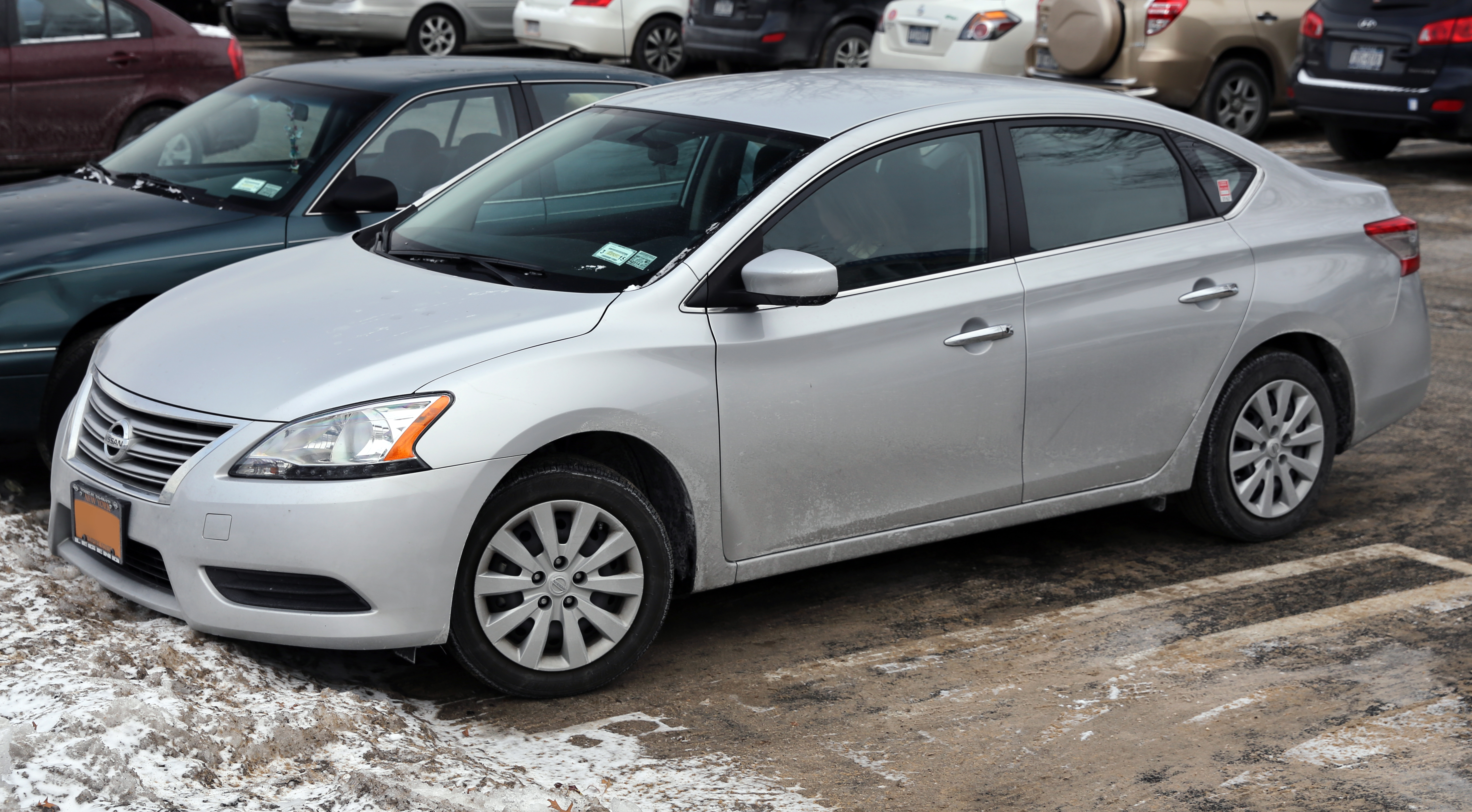
Nissan Sentra S del 2014

Es presenta la nova generació a l'agost 2012. El nou B17 Sentra equipa un nou motor 1.8L MRA8DE de 130 cv i transmissió manual de 6 velocitats o una automàtica de variador continu (CVT). El nou Sentra ha faltar poder, però és més lleuger que la versió anterior.

## Seguretat
El Sentra, com molts altres, ha estat objecte de les següents proves i ha presentat els següents resultats:
Per part del Insurance Institute for Highway Security IIHS
- Atorga la puntuació de "acceptable" en el test de xoc frontal, i de "poor" per al test de xoc lateral per al Nissan Sentra models 2000-2006.[5] i[6]
- Atorga la puntuació de "acceptable" en el test de xoc frontal per al Nissan Sentra GXE del 1998.[7]

Per part de la National Highway Traffic Safety Administration NHTSA
- Atorga 5 estrelles en el test de xoc frontal, tant per a passatger com per a conductor, i de 5 estrelles en el test de xoc lateral, tant per a passatger davanter com posterior per al Nissan Sentra del 2007.[8]
- Atorga 4 estrelles en el test de xoc frontal, tant per a passatger com per a conductor, i de 2 estrelles en el test de xoc frontal per a passatger davanter per al Nissan Sentra del 2005.[9]
- Atorga 3 i 4 estrelles en el test de xoc frontal, per a conductor i passatger respectivament per al Nissan Sentra del 1999.[10]

### Informació mediambiental
El Nissan Sentra model 2008 amb un motor 2.0L i transmissió manual de 6 velocitats obté un consum de 31 mpg (7,6 l/100 km) per carretera i de 24 mpg (9,8 l/100 km) per ciutat, resultant 27 mpg (8,7 l/100 km) per cicle combinat. D'emissions, emet 6,8 tones de CO2 anualment i rep una puntuació de 6 en contaminació de l'aire segons l'EPA.